# Dvärgtulpan
Dvärgtulpan (Tulipa turkestanica) är en art i familjen liljeväxter. Den förekommer i ryska Centralasien till nordvästra Kina. 